# Ricarda Steininger
Ricarda Steininger (* 2. August 1978) ist eine ehemalige deutsche Frauenfußballtorhüterin.

## Karriere
Steininger gehörte von 1995 bis 1997 dem FC Eintracht Rheine an, für den sie 35 Punktspiele in der Gruppe Nord der seinerzeit zweigleisigen Bundesliga bestritt. Ihr Debüt in der höchsten Spielklasse erfolgte mit dem Saisonstart am 20. August 1995 beim 2:2-Unentschieden im Heimspiel gegen den SSV Turbine Potsdam.
Das am 14. Juni 1997 im Olympiastadion Berlin erreichte Finale um den DFB-Pokal, in dem sie im Tor wirkte, wurde gegen Grün-Weiß Brauweiler mit 1:3 verloren.

## Erfolge
- DFB-Pokal-Finalist 1997